# Antillattus
Antillattus är ett släkte av spindlar. Antillattus ingår i familjen hoppspindlar.
Kladogram enligt Catalogue of Life:
| Antillattus | \| \| Antillattus gracilis \| \| \| \| \| \| Antillattus placidus \| \| \| \| |
|             | \| \| Antillattus gracilis \| \| \| \| \| \| Antillattus placidus \| \| \| \| |
|             | Antillattus gracilis                                                          |
|             |                                                                               |
|             | Antillattus placidus                                                          |
|             |                                                                               |

## Bildgalleri

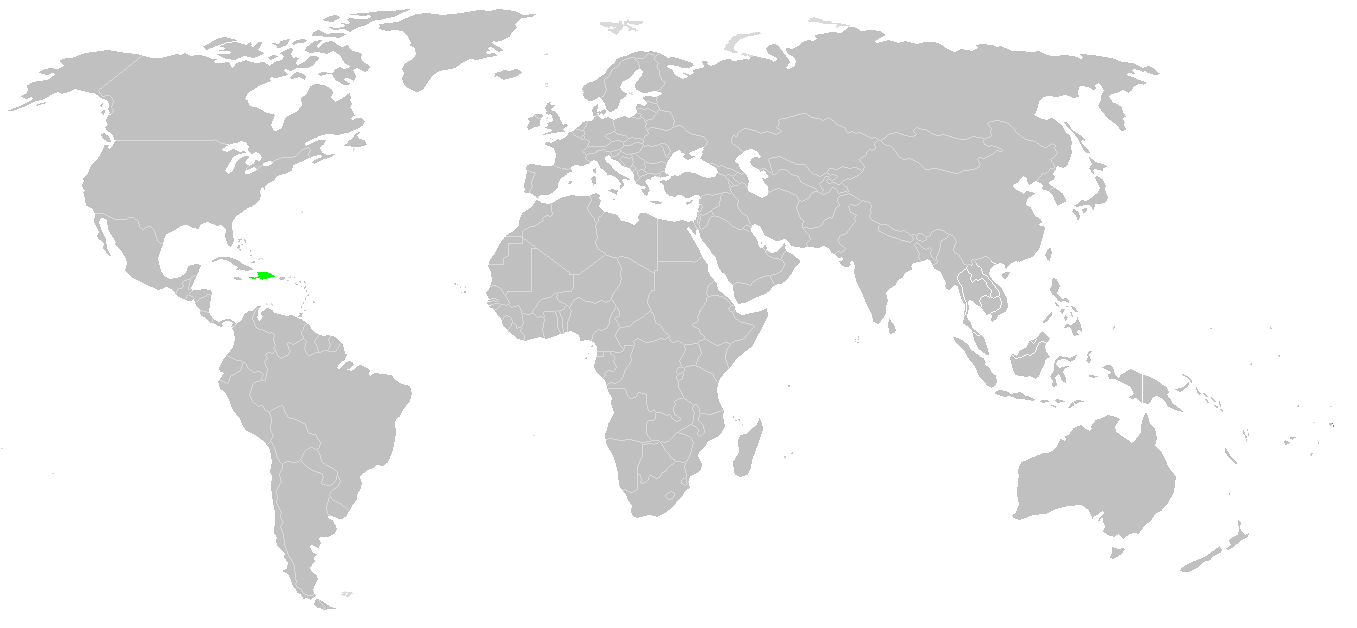